# Phil Donahue

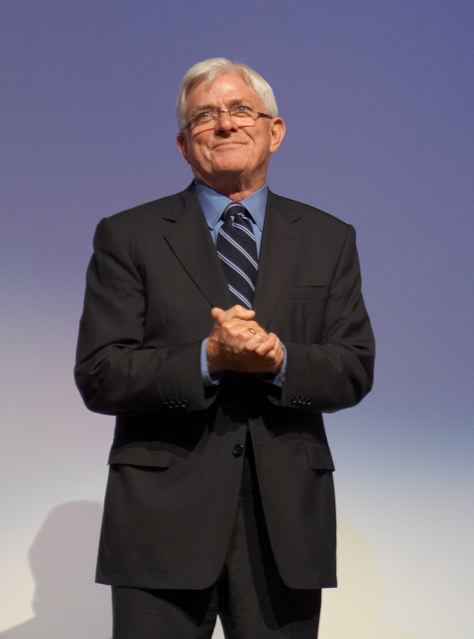
Phil Donahue (2007)

Phillip John „Phil“ Donahue (* 21. Dezember 1935 in Cleveland, Ohio; † 18. August 2024 in Manhattan) war ein US-amerikanischer Journalist, Autor und Fernsehmoderator. Insbesondere war er in den Vereinigten Staaten für seine Sendung The Phil Donahue Show bekannt. Diese Show lief 26 Jahre auf dem Fernsehsender NBC, bevor sie 1996 endete.

## Leben
Donahue wurde 1935 in Cleveland geboren. Er besuchte die katholische St. Edward High School in Lakewood, Ohio. Danach studierte Donahue an der University of Notre Dame und erlangte 1957 den Bachelor of Business Administration. 1958 heiratete Donahue seine Ehefrau Marge Cooney, von der er sich 1975 scheiden ließ. Aus dieser Ehe stammen fünf Kinder. 1980 heiratete Donahue die Schauspielerin Marlo Thomas.
Donahue begann 1957, als Produktionsassistent für KYW-Radio und Fernsehen in Cleveland zu arbeiten. Danach wurde er Programmdirektor des WABJ-Radio in Adrian, Michigan. Er wechselte zu CBS Evening News und später als Moderator zur Morgennachrichtensendung von WHIO-TV in Dayton, Ohio, wo er unter anderem Jimmy Hoffa und Billie Sol Esters interviewte. In Dayton moderierte Donahue von 1963 bis 1967 auch die Sendung Conversation Piece auf WHIO Radio und interviewte unter anderem Bürgerrechtler wie Martin Luther King und Malcolm X sowie Kriegsgegner des Vietnamkrieges.
1968 verließ Donahue die WHIO-Sender und verlagerte seine Sendungen zu WLWD (heute: WDTN) in Dayton. Donahue startete seine Talksendung The Phil Donahue Show, die bis zum Mai 1996 lief. Ab 1970 wurde die Sendung landesweit in den Vereinigten Staaten ausgestrahlt. 1974 zog er mit der Produktion der Sendung nach Chicago. Die Popularität der Sendung stieg Mitte der 1970er Jahre landesweit. 1985 zog er mit der Produktion nach New York City in das Rockefeller Plaza Gebäude von WNBC. 1996 beendete Donahue die Talkshow, da die Einschaltquoten in den 1990er Jahren dramatisch gesunken waren und andere Talkshows größere Popularität erlangt hatten.
2002 kehrte Donahue auf MSNBC als Moderator der Sendung Donahue zurück. Nach anfänglichem Erfolg wurde die Sendung im Februar 2003 eingestellt. Später wurde ein internes NBC-Memo bekannt, in dem seine Entfernung aus dem Programm angeraten wurde, da man meinte, sich aus wirtschaftlichen Gründen (in Bezug auf Werbeeinnahmen) angesichts des bevorstehenden Irakkrieges keinen wortgewandten Kriegsgegner auf dem Bildschirm leisten zu können.
Donahue trat im Laufe der globalen Spionage- und Überwachungsaffäre in dem Video „Stop Watching Us“ auf.
2005 war Donahue Talkgast in der Sendung The O’Reilly Factor, wo es zu einer erhitzten Auseinandersetzung mit dem Gastgeber Bill O’Reilly kam, als dieser die Irakkriegsgegnerin Cindy Sheehan kritisierte. Donahue warf O’Reilly vor, seine Show zu oberflächlich zu gestalten und zu politischen Diskussionsthemen nicht genügend Stellung bzw. zu einseitig Stellung zu beziehen. So kritisierte Donahue den Moderator Bill O’Reilly auch für dessen Umgang mit dem Talkshowgast Jeremy Glick, dem Sohn eines Opfers des Anschlages vom 11. September.
2007 war Donahue Produzent des Dokumentarfilms Body of War, den er zusammen mit der Filmproduzentin Ellen Spiro drehte. Der Film handelt von dem Irakkriegsveteranen Thomas Young. Hierfür gewann er den Preis für den besten Dokumentarfilm des Jahres des National Board of Review.

## Auszeichnungen

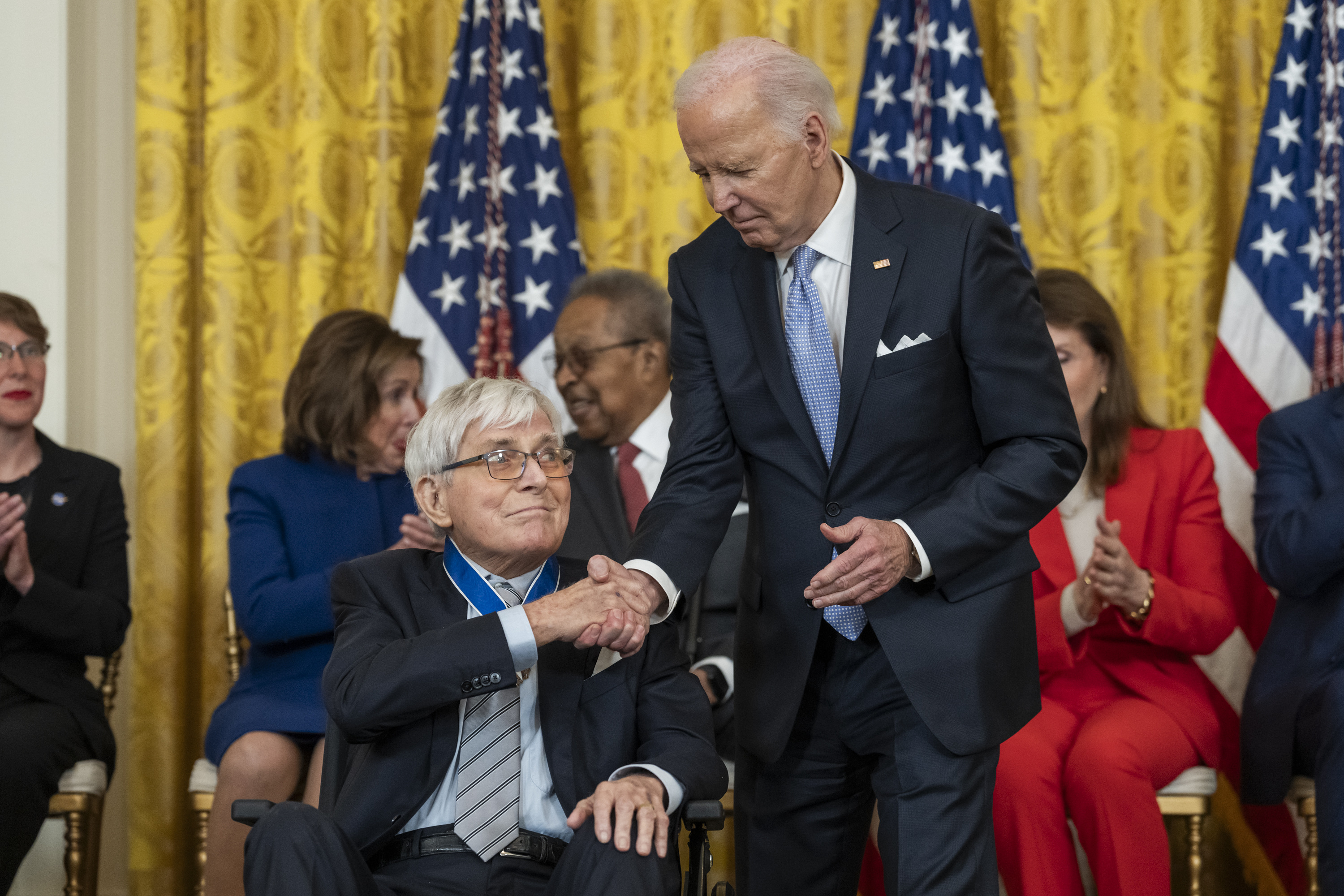
Phil Donahue erhält die Presidential Medal of Freedom von Joe Biden, Mai 2024

- Er wurde mit neun Emmy Awards ausgezeichnet und 1993 in die Academy of Television Arts & Sciences Hall of Fame aufgenommen.
- Preis für den besten Dokumentarfilm des Jahres des National Board of Review für Body of War
- Body of War wurde zweiter beim People’s Choice Award (Publikumspreis) beim Toronto International Film Festival.[5]
- Publikumspreis für die beste Dokumentation beim Hamptons International Film Festival.[6] für Body of War
- Presidential Medal of Freedom (2024)